# Проспект Червоної Калини (Львів)
Проспе́кт Черво́ної Кали́ни — головний проспект мікрорайону Сихів у місті Львові. Простягається від вулиці Стуса на південь через увесь Сихів до вулиці Вернадського, однієї з найпівденніших вулиць міста.

## Історія
Частина вулиці від вулиці Стуса до вулиці Угорської 1957 року отримала назву Криворізька. 1981 року цю назву поширено на всю вулицю. Сучасна назва — з 1993 року, на честь калини, як одного з головних символів у народній культурі України, а також як образ відновленої державності.
На перетині проспекту Червоної Калини та вулиці Луганської 6 січня 2004 року за участі президента України Леоніда Кучми введено в дію першу чергу сихівського шляхопроводу, який став важливою транспортною розв'язкою в цьому районі міста. Міст і розв'язку споруджено переважно за кошти Львівської залізниці та за сприяння тодішнього міністра транспорту України Георгія Кірпи. Під час будівництва моста ліквідовано вулицю Брусничну.
Там, де перетинаються сучасні проспект Червоної Калини та вулиця Навроцького (колишня адреса — Снопківська, 87) у XIX столітті розташовувався маєток «Бельоско», поблизу якого у 1889 році збудована цегельня Якоба Райсса, яка випускала цеглу з клеймом «Reiss Bielosko».

## Забудова
Північна частина: двоповерхова барачна кінця 1950-х — початку 1960-х років. Середня і південна частина: дев'яти та чотирнадцятиповерхова 1980—2020-х років, п'ятиповерхова 1990-х років.
На проспекті Червоної Калини переважає багатоповерхова житлова забудова радянських часів, представлена переважно дев'яти та чотирнадцятиповерховими будинками, а також забудова комерційного призначення (ТПР «Шувар», ТОЦ «ІнтерСіті», ТЦ «ВАМ», «Арсен» та багато інших).

### З парного боку проспекту
№ 36 — торгово-промисловий ринок «Шувар», який є найбільшим торговельним комплексом сільськогосподарської продукції у Львові.
№ 60 — ТРЦ «Сихів» мережі торгових центрів «Арсен», який у червні 2002 року було здано в експлуатацію. Протягом вересня-листопада 2020 року в «Арсені» проводили ремонт та повністю оновили інтер'єр. У оновленому супермаркеті, який відкрили 12 листопада, запрацювала власна піцерія, а також там планують відкриття реберні. 21 квітня 2021 року тут також відкрили ресторан міжнародної мережі ресторанів швидкого харчування KFC. Заклад став другим з мережі у Львові.
№ 62 — торговий центр «ВАМ», відкритий у січні 2007 року. На першому поверсі розташовано продуктовий супермаркет «Сільпо», на другому — низка магазинів промислових товарів та електроніки.
№ 62а — торгово-офісний центр «ІнтерСіті»<.
№ 64 — житловий будинок. Одне з приміщень комерційного призначення займає медичний центр Святої Параскеви.
№ 66 — Сихівська районна адміністрація. За цією ж адресою розташований Сихівський відділ поліції Головного управління Національної поліції України у Львівській області.
№ 68 — комунальне некомерційне підприємство «4-а міська поліклініка м. Львова».
№ 70 — церква Різдва Пресвятої Богородиці, освячена у жовтні 2000 року. 25 червня 2001 року перед храмом, у присутності кількох сотень тисяч вірних, відбулася літургія для молоді, яку провів Папа Римський Іван Павло II. 2002 року на місці, де проходила літургія, спорудили пам'ятник понтифікові. 28 вересня 2007 року біля храму заклали сквер імені Івана Павла II.
№ 76а — Зал Царства Свідків Єгови. У будинку є 5 залів, де восени та навесні проводяться одноденні конгреси Свідків Єгови.
№ 86а — Навчально-реабілітаційний центр «Джерело». Центр функціонує з 1993 року. Реабілітаційні програми для дітей та молоді з особливими потребами поєднуються з навчанням, психологічною підтримкою батьків, соціальною адаптацією.

### З непарного боку проспекту
№ 7, 7а — гуртожитки № 1, 3, 4 Львівського торговельно-економічного університету.
№ 57 — дитяче поліклінічне відділення 4-ї комунальної міської поліклініки. Будівля дитячої поліклініки, розрахована на 480 відвідувань за зміну. Будівництво поліклініки розпочалося у 1981 році і здійснювалося на основі типового проєкту, адаптованого інженерами конструктивно-проєктної майстерні № 1. Головний архітектор проєкту — С. Н. Нівін, керівник групи — Є. А. Мінкова. Стиль будівлі — модернізм.
№ 81 — кінотеатр «Кінопалац імені О. П. Довженка», збудований 1986 року як кінотеатр імені О. П. Довженка. Від 2006 року входить до мережі кінотеатрів «Кінопалац».
№ 89 — будівля, в якій самовільно була облаштована церква святого рівноапостольного князя Володимира, належала до центрального благочиння Львівської єпархії УПЦ МП. Через сумнівну законність її зведення, церкву неодноразово намагалися демонтувати. Зокрема, вимагали у Держархбудінспекції та Держгеокадастру перевірити документи, що узаконюють зведення споруди. Кілька разів у дерев'яній споруді виникала пожежі, а стіни невідомі обмалювали різними написами. Так, пізно ввечері 19 червня 2022 року під шаром покрівельного матеріалу церкви вчергове виникла пожежа. Внаслідок пожежі знищено дах церкви, пошкоджено накриття та перекриття, стіну та віконної рами. Постраждалих у пожежі людей немає. Після всіх цих подій, у червні 2022 року віряни церкви провели збори, на яких вирішили перейти з УПЦ (МП) до ПЦУ. 6 липня 2022 року голова Львівської ОВА Максим Козицький видав розпорядження, в якому йдеться про реєстрацію змін до статуту релігійної організації «Релігійна громада Української православної церкви Сихівського району Львова» та викласти статут у новій редакції як релігійної організації «Релігійна громада Львівсько-Сокальської єпархії Української православної церкви (ПЦУ) парафії Святого Володимира у Сихівському районі міста Львова».
Поряд 12 вересня 2021 року Блаженніший Митрополит Київський і всієї України Епіфаній звершив чин освячення хреста й місця будівництва нового кафедрального собору Львівсько-Сокальської єпархії ПЦУ.
№ 109 — громадсько-торговий центр «Зубра-центр», збудований 1994 року за індивідуальним проєктом, розробленим групою архітекторів (Василь Каменщик, Анатолій Ващак, Євгенія Мінкова), а також частково — В. Б. Пяшко, В. П. Мар'єва. За стильовими ознаками будівля належить до пізнього модернізму. На противагу офіційній назві центру «Зубра-центр» (від назви села Зубра), виникла народна назва — «Санта-Барбара», що походить від назви однойменного американського телесеріалу, що набув великої популярності серед глядачів українського телебачення у середині 1990-х років.

## Світлини

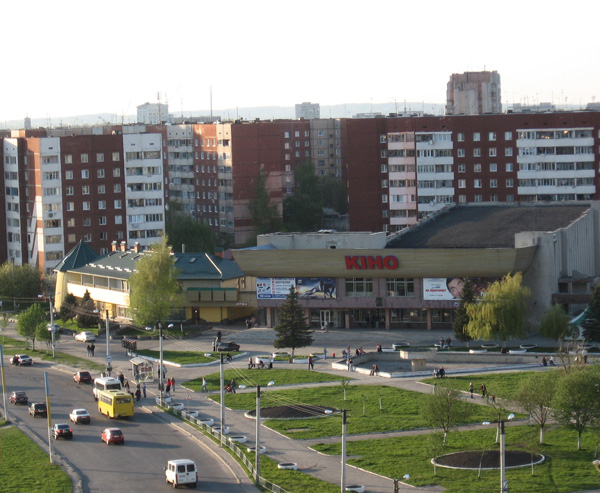
Кінопалац імені О. П. Довженка
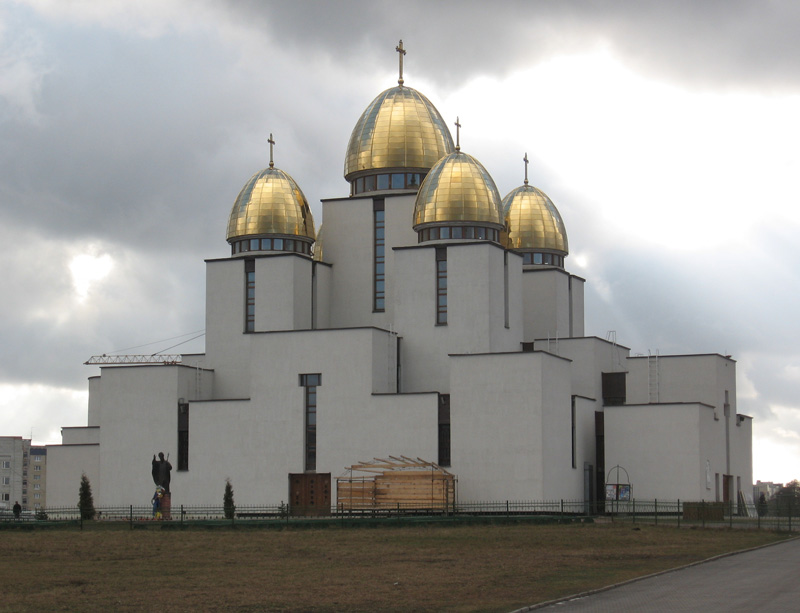
Церква Різдва Пресвятої Богородиці
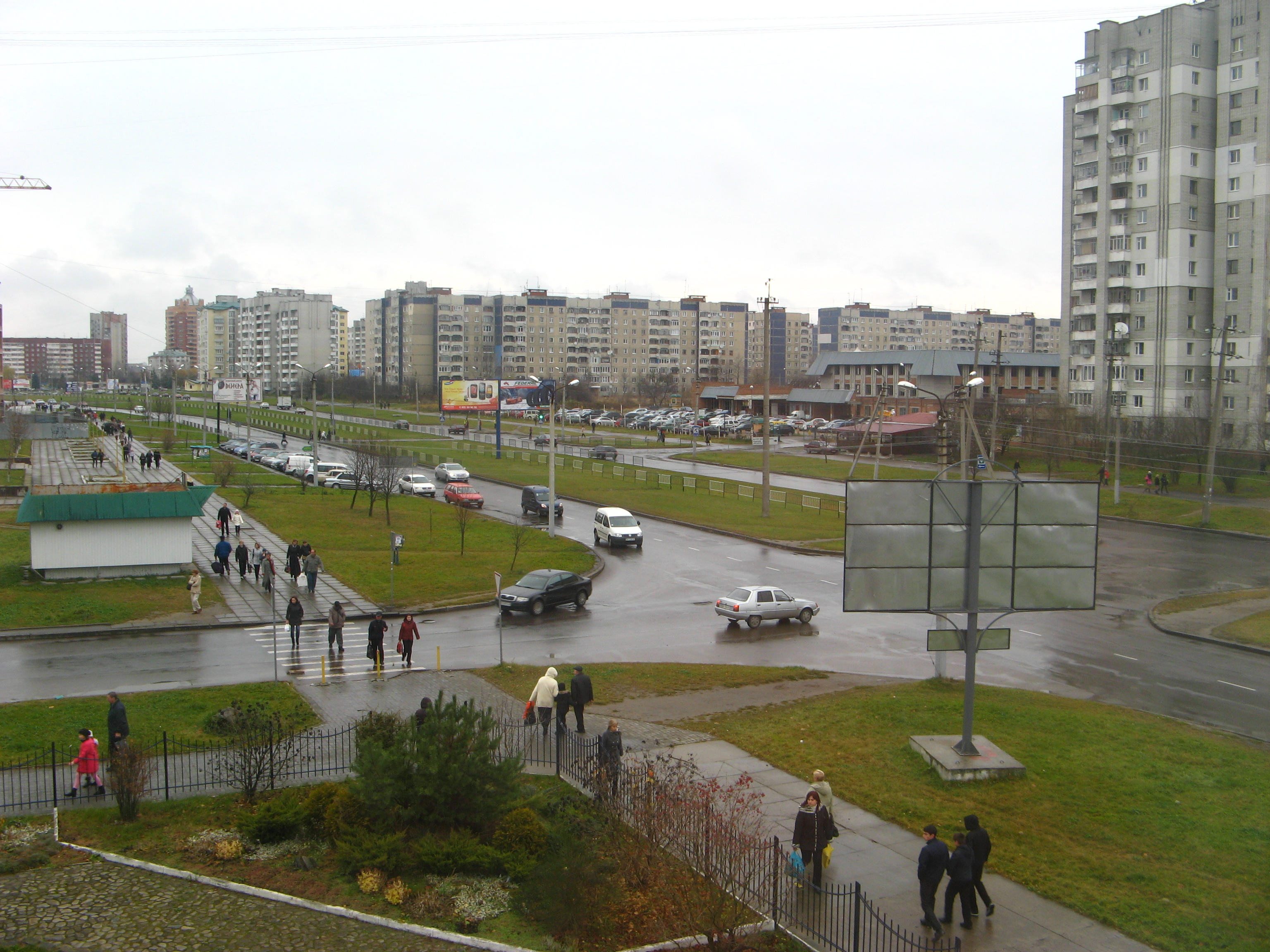
Південна частина проспекту
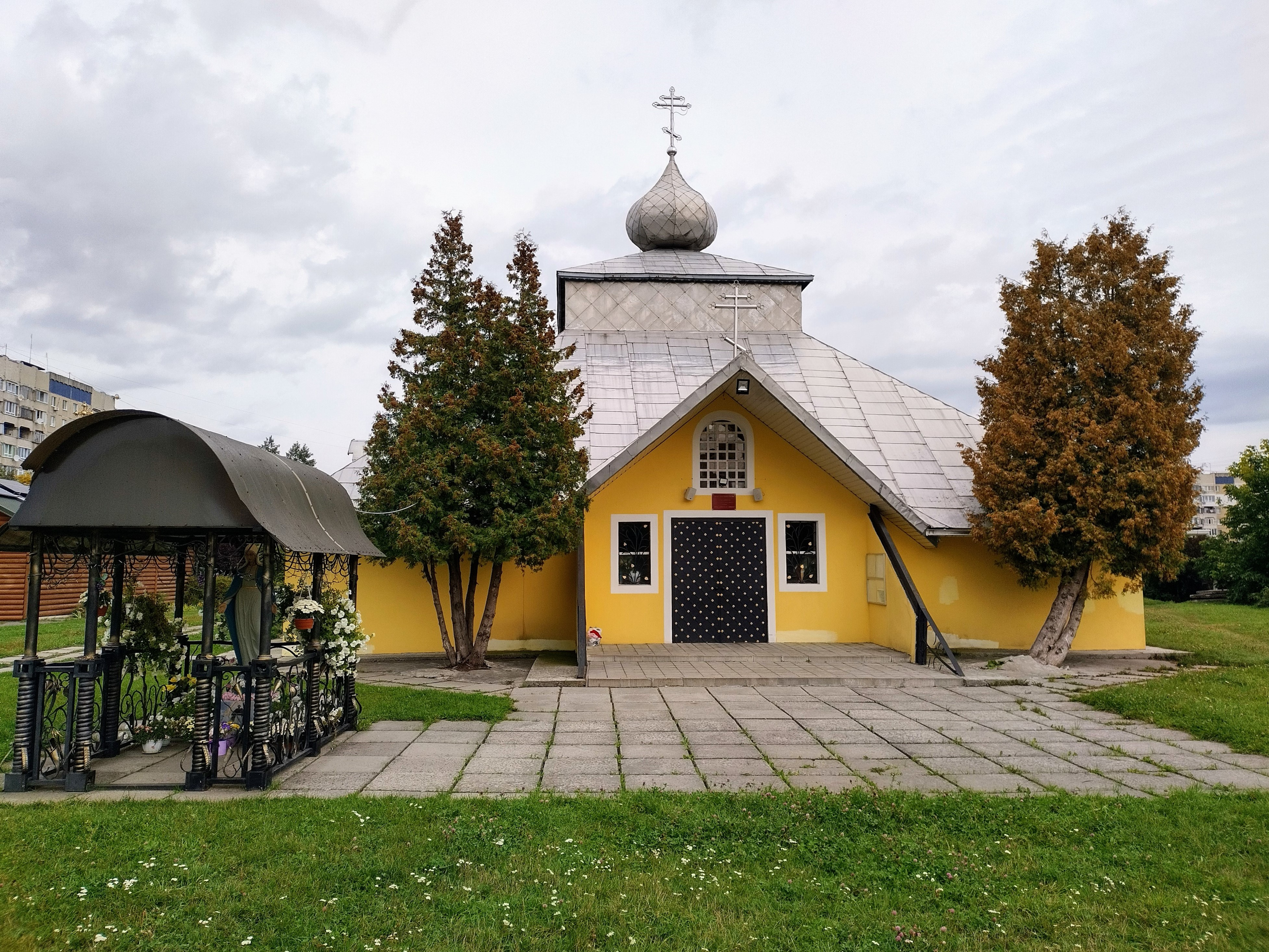
Храм Святого Володимира Великого (ПЦУ)
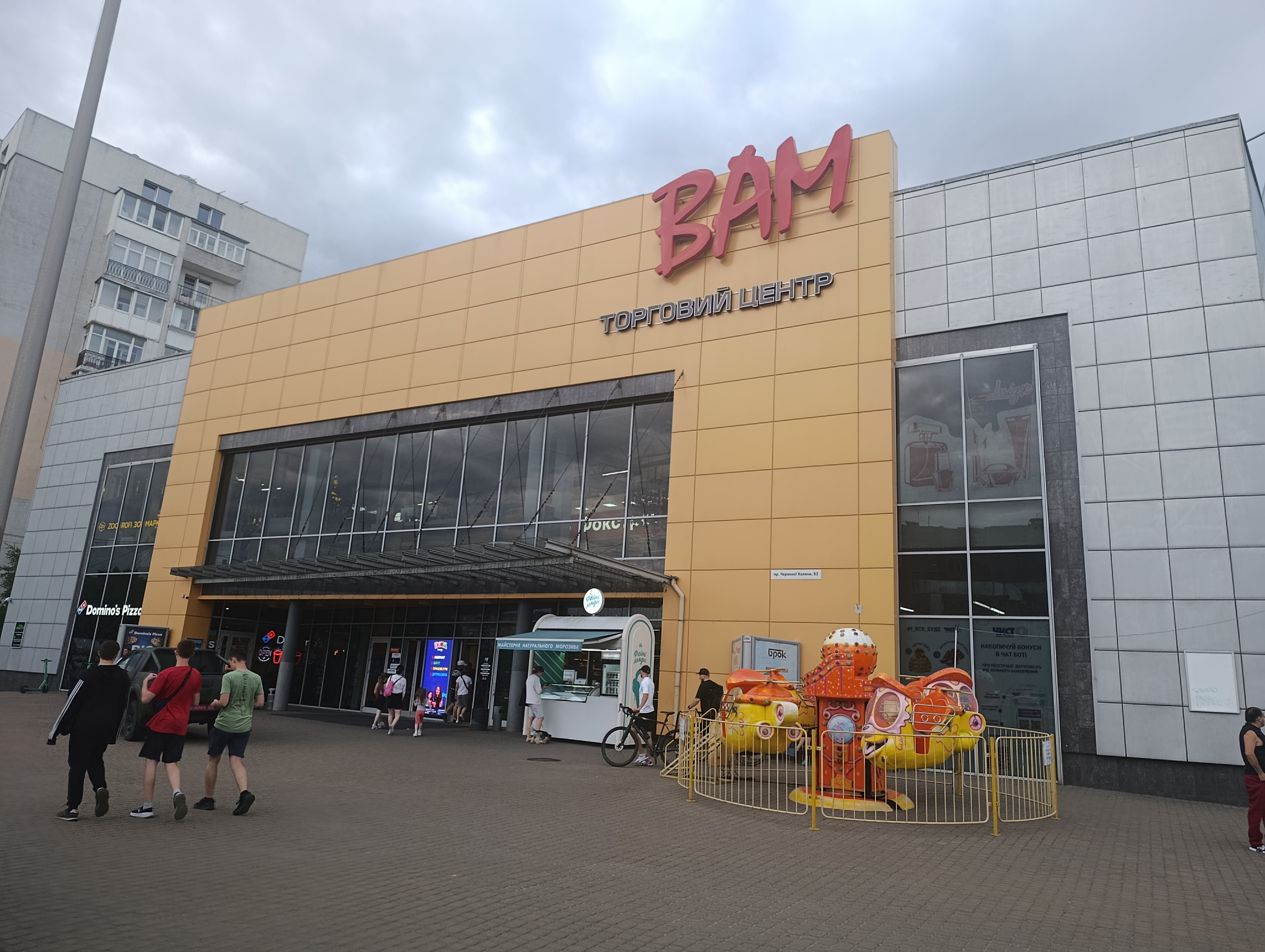
Торговий центр «ВАМ»